# Obenkatternberg
Obenkatternberg ist ein aus einer Hofschaft hervorgegangener Ortsteil der bergischen Großstadt Solingen.

## Lage und Beschreibung
Obenkatternberg liegt im Nordwesten des Stadtbezirks Burg/Höhscheid und gehört dem Stadtteil Höhscheid an. Der Ort liegt in der Art eines Sackgassendorfes nördlich der auf dem Katternberger Riedel verlaufenden Hossenhauser Straße, die als Kreisstraße 3 klassifiziert ist. Von dem Höhenzug fällt das Gelände in nordwestliche Richtung zum Nacker Bach hin ab, dorthin fließt auch der Nesterkottener Bach von Obenkatternberg aus. In südliche Richtung fällt das Gelände dagegen zum Pilghauser Bach hin ab. Neben Waldflächen wird der Ort auch von landwirtschaftlich genutzten Flächen umgeben.
Der Kernbereich des Ortes mit einigen Fachwerk- und Schiefergebäuden befindet sich im Bereich der beiden Stichstraßen Obenkatternberg sowie Schulerfeld. Entlang der Hossenhauser Straße ist der Ort inzwischen mit dem Nachbarort Mittelkatternberg zusammengewachsen, so dass Obenkatternberg nicht mehr als eigener Wohnplatz erkennbar ist. Außerdem ist er seit der Nachkriegszeit durch zahlreiche Wohnsiedlungen etwa am Pflug-, Eggen- oder zuletzt am Hubert-Mallmann-Weg stark angewachsen.
Benachbarte Orte sind bzw. waren (von Nord nach West): Schaafenmühle, Schaafenmühlerkotten, Nacken, Hossenhaus, Michelshäuschen, Neuenhaus, Mittel- und Untenkatternberg, Nacker Küllenberg, Straßen, Cronenmühle und Nester Kotten.

## Etymologie
Der Ortsname Katternberg ist vermutlich auf den weiblichen Vornamen Kathrin = Katharina zurückzuführen.

## Geschichte
Katternberg ist seit dem frühen 14. Jahrhundert nachweisbar, die urkundliche Ersterwähnung erfolgte im Jahre 1303 als Katterinberg.:2 Im Zehntverzeichnis der Abtei Alternberg von 1488 sind insgesamt fünf Höfe mit dem Namen Katterenberg verzeichnet.
Im Jahre 1715 ist Katternberg in der Karte Topographia Ducatus Montani, Blatt Amt Solingen, von Erich Philipp Ploennies mit fünf Hofstellen verzeichnet und als Caternberg benannt, darunter drei am heutigen Ort Obenkatternberg. Obenkatternberg wurde in den Ortsregistern der Honschaft Katternberg innerhalb des Amtes Solingen geführt, dessen Titularort Katternberg war. Die Topographische Aufnahme der Rheinlande von 1824 verzeichnet den Ort als Ites Katternberg und die Preußische Uraufnahme von 1844 als Ob: Katternberg. In der Topographischen Karte des Regierungsbezirks Düsseldorf von 1871 ist der Ort als Oben Katternberg verzeichnet.
Nach Gründung der Mairien und späteren Bürgermeistereien 1808 gehörte der Ort zur Bürgermeisterei Höhscheid, die 1856 zur Stadt erhoben wurde und lag dort in der nach ihm benannten Flur I. Katternberg.
Mit der Städtevereinigung zu Groß-Solingen im Jahre 1929 wurde Obenkatternberg in die neue Großstadt Solingen eingemeindet. Aufgrund der baulichen Verdichtung seit der Nachkriegszeit ist der Ort entlang der Hossenhauser Straße mit dem Nachbarort Mittelkatternberg zusammengewachsen. In den 1980er Jahren entstanden südlich der Hossenhauser Straße die beiden Wohnsiedlungen am Eggen-, Spaten- und Pflugweg. Mitte der 2000er Jahre folgte eine weitere Wohnsiedlung am neu angelegten Hubert-Mallmann-Weg im südöstlichen Bereich von Obenkatternberg. Das Fachwerkhaus Schulerfeld 11, 13, das oben abgebildet ist, wurde im Jahre 1984 als Baudenkmal in die Solinger Denkmalliste eingetragen.

## Nahverkehr
In Obenkatternberg verkehrt die Dieselbuslinie 696 der Stadtwerke Solingen, die Katternberg mit der Solinger Innenstadt verbindet.
| Linie | Linienverlauf                                                                   |
| ----- | ------------------------------------------------------------------------------- |
| 696   | Graf-Wilhelm-Platz – Stübchen – Hossenhaus – Obenkatternberg – Untenkatternberg |